# Isis (piosenka)
Isis – piosenka skomponowana przez Boba Dylana, nagrana przez niego w lipcu 1975 r., wydana na albumie Desire w styczniu 1976 r.

## Historia i charakter utworu
Utwór ten został nagrany w Studio E Columbia Recording Studios w Nowym Jorku, 31 lipca 1975. Była to piąta sesja nagraniowa tego albumu i trwała od godz. 20:00 do 4 rano. Producentem jej był Don DeVito.
Z trzech piosenek poświęconych w większym lub mniejszym stopniu jego byłej już żonie Sarze – „Sara”, „Abandoned Love” i „Isis” – ta ostatnia wydaje się najlepsza. Jest utrzymana w średnio szybkim tempie na 3/4, czyli zasadniczo jest walcem i zagrana jest w tonacji B♭ dur.
Według notatek dokonanych podczas sesji, na pierwszych próbach nagrań Dylan grał na gitarze. Również na sesjach przed 31 lipca obecna była Emmylou Harris. 31 lipca już jej nie było, najprawdopodobniej miała tylko trzy dni wolnego. Wokale Harris stanowią nieodłączną część albumu. Jak przypuszcza Heylin obecność Harris podświadomie hamowała Dylana, gdy śpiewali razem. Gdy zabrakło Harris i Dylan wpadł na pomysł wykorzystania monotonnie bębniącego fortepianu – nagrał najlepszą partię wokalną z całej płyty.
W swoim wywiadzie z 1991 r. Dylan opisał swoją współpracę przy pisaniu tekstów z Jacques’em Levym. Postać Isis (pol. Izydy) była dość ważna dla Levy’ego. Sam stwierdził, iż to historyczne imię znaczy coś dla ludzi, a przynajmniej brzmi znajomo. Oczywiście ich tekst nie jest dokładnie o Izydzie, ale bogini jest z pewnością jego patronką i jej obecność jest za wszystkimi skrętami i zwrotami „akcji” piosenki. W mitologii egipskiej Izyda jest boginią Księżyca, uzdrowicielką, czarodziejką oraz – co jest istotne – przykładową dobrą żoną i matką, a więc tym samym – boginią małżeństwa. Jej mężem był Ozyrys, którego Izyda wskrzesiła; podobnie ratowała i chroniła swojego syna – Horusa. Była wierna, inteligentna, silna i piękna. Tak jak i Ozyrys, była kojarzona z wegetacją roślin, porami roku i Nilem. Coroczny deszcz w rejonie, ludzie z doliny Nilu, kojarzyli z jej łzami, które wylewała dla Ozyrysa. Biograf Dylana – Robert Shelton – szuka związków jeszcze dalej. Zwraca uwagę, że w jednej ze swoich inkarnacji Ozyrys był mężem kobiety o imieniu Sara. Shelton sugeruje, że piosenka jest komentarzem Dylana odnośnie do dynamiki jego ogniska domowego; piosenka również implikuje, że jego żona uważała go za obcego.
Jonathan Cott w swoim studium Dylan (1984) uważa, że Isis jest wycofaną żoną, którą śmiertelny bohater musi zdobyć na nowo. Podróżując na wschód i północ do kraju pełnego lodowych piramid z człowiekiem myślącym tylko o wzbogaceniu się (który może być także innym aspektem bohatera lub jego „sobowtórem”) rezygnuje ze zdobycia drogocennych skarbów, aby zdobyć na powrót swą boską żonę.
Inną piosenką Dylana związaną z Egiptem jest „She Belongs to Me”, jego antymiłosna piosenka napisana w okresie, gdy zaczął spotykać się z Sarą. Niemiła bohaterka tego utworu nosi egipski pierścień. W „Isis” datą ślubu narratora i Isis jest dzień 5 maja, który jest dniem święta państwowego Meksyku. Ta data dodaje jeszcze jeden poziom komplikacji do tekstu piosenki, zwłaszcza jeśli się zauważy, że zarówno w Egipcie, jak i Meksyku znajdują się piramidy.
Gdy Derek Barker – wydawca dylanowskiego fanzinu Isis – zapytał Levy’ego, czy piosenka ta ma jakiś związek z Izydą, ten odparł zdecydowanie, że żadnego. Siedzieli przy fortepianie i tworzyli balladę w starym westernowym stylu, a piramidy były tylko substytutem wzgórz w Wyoming.

## Muzycy
Sesja 5
- Bob Dylan – gitara, wokal
- Scarlet Rivera – skrzypce
- Sheena Seidenberg – tamburyn, kongi
- Rob Rothstein – gitara basowa
- Howie Wyeth – perkusja

## Dyskografia
EP-ka
- 4 Songs from Renaldo & Clara (EP) (1978)

Albumy
- Desire (1976)
- Biograph 1985
- The Bootleg Series Vol. 5: Bob Dylan Live 1975, The Rolling Thunder Revue (2002)

## Wykonania piosenki przez innych artystów
- Steve Keene – Keene on Dylan (1990)
- The Poster Children – Outlaw Blues (1992)
- Popa Chubby – Hit the High Hard One (1996)
- Maryanne na albumie różnych wykonawców A Tribute to Bob Dylan, Volume 3: The Times They Are a-Changin (2000)
- Doug Hoekstra – Around the Margins (2001)
- Todd Rubenstein – The String Quartet Tribute to Bob Dylan (2003)
- dylan.pl – Niepotrzebna pogodynka, żeby znać kierunek wiatru (2017) (jako Izis)